# Briakinumab
Il Briakinumab (o ABT-874) è un anticorpo monoclonale di tipo interamente umano, che viene studiato con studi di fase III per il trattamento di psoriasi, artrite reumatoide, malattie infiammatorie croniche intestinali e sclerosi multipla.
Il farmaco agisce sull'interleuchina-12 e 23.
Viene sviluppato dalla Abbott.